# Departamento Alto Paraná
Alto Paraná (Guaraní: Alto Parana) ist ein Departamento in Paraguay, es ist einer von insgesamt 17 Verwaltungsbezirken. Er wurde im Jahr 1945 aus Teilen der benachbarten Departamentos Itapúa und San Pedro geschaffen. Es grenzt im Osten an Brasilien und Argentinien. Die Freundschaftsbrücke über den Río Paraná bei Ciudad del Este verbindet das Departamento mit Brasilien. In Alto Paraná liegen zwei Wasserkraftwerke, Itaipú und Acaray. Es ist der größte Sojaproduzent des Landes. Daneben werden größere Mengen Weizen und Mais angebaut.

## Distrikte
- Ciudad del Este
- Doctor Juan León Mallorquín
- Domingo Martínez de Irala
- Hernandarias
- Iruña
- Itakyry
- Juan Emilio O’Leary
- Los Cedrales
- Mbaracayú
- Minga Guazú
- Minga Porá
- Ñacunday
- Naranjal
- Presidente Franco
- San Alberto
- San Cristóbal
- Santa Rita
- Santa Rosa del Monday
- Yguazú